# Zhang Huaxun
En una onomàstica xinesa Zhang es el cognom i Huanxu el prenom.
Zhang Huanxu (xinès simplificat: 张华勋 ) (Pengxian 1936 - ) Actor, guionista i director de cinema xinès. Especialista en cinema d'arts marcials, de l'estil wushu (kung fu) i wuxia.

## Biografia
Zhang Huaxun, director, va néixer el 7 de març de 1936 al comtat de Pengxian, província de Sichuan a la Xina. Va tenir una infància difícil i per subsistir va fer d'enllustrador i venedor de fruites al carrer. Després de fer els estudis primaris a Pequín va ingressar a l'Exèrcit Popular d'Alliberment El 1958 va aconseguir entrar a l'Acadèmia de Cinema de Pequín.
Zhang es el pare de Zhang Yang director de la sisena generació.

#### Carrera cinematogràfica
Un cop graduat va ser nomenat director del Beijing Film Studio, productora on més tard hi van treballar directors com Tian Zhuangzhuang i Feng Xiaogong. Inicialmemnt va fer d'ajudant de direcció de Cui Wei (1912 - 1979) en pel·lícules com "Zhang Ga the Soldier Boy" (1963). El 1980 va rodar la seva primera pel·lícula "The Mysterious Buddha" amb algunes escenes de lluita protagonitzades per l'actriu Liu Xiaoqing; va tenir un gran èxit amb importants xifres de taquilla. El 1983 va filmar 武林志 (Deadly Fury) film ja plenament d'arts marcials, promocionat a nivell oficial i declarada pel·lícula de l'any pel Ministeri de Cultura del govern xinès. Un drama de amor i honor que descriu com un lluitador local Xu Dongfang ha de lluitar contra un d'estranger Dadelov, un boxeador ruso de fama mundial. Hi ha versió doblada al castellà.
Posteriorment va filmar pel·lícules com 天音  del 1985, doblada al castellà i el 1996 va dirigir una sèrie de 62 capítols per la televisió però va deixar el rodatge per desavinences amb el productor.

## Filmografia destacada com a director
| Any  | Títol xinès  | Títol anglès                       |
| ---- | ------------ | ---------------------------------- |
| 1980 | 神秘的大佛   | Mysterious Buddha                  |
| 1983 | 武林志       | Deadly Fury                        |
| 1985 | 瀚海潮       |                                    |
| 1987 | 天音         | Thrown Together by Fate            |
| 1988 | OK！大肚罗汉 | OK, Big BellyArhat                 |
| 1989 | 五台山奇情   | Sins in the Wutai Mountains        |
| 1992 | 白衣侠女     | The Swordswoman in White           |
| 1994 | 铸剑         | Forging the Swords / Casting Sword |
| 1996 | 隋唐演义     |                                    |